# Fabian Wilkens Solheim
Fabian Wilkens Solheim (ur. 10 kwietnia 1996 w Oslo) – norweski narciarz alpejski specjalizujący się w konkurencjach technicznych, brązowy medalista olimpijski, mistrz świata.
W 2017 roku wystartował na mistrzostwach świata juniorów w Åre, zajmując dwunaste miejsce w gigancie. W zawodach Pucharu Świata zadebiutował 8 grudnia 2018 roku w Val d’Isère, gdzie nie ukończył pierwszego przejazdu giganta. Pierwsze punkty zdobył 12 stycznia 2019 roku w Adelboden, zajmując w tej samej konkurencji 22. miejsce. Na mistrzostwach świata w Cortinie d’Ampezzo w 2021 roku wspólnie z Kristin Lysdahl, Kristiną Riis-Johannessen, Theą Louise Stjernesund i Sebastianem Fossem Solevågiem zwyciężył w zawodach drużynowych.  Wziął też udział w igrzyskach olimpijskich w Pekinie w 2022 roku, gdzie razem z reprezentacją Norwegii zdobył brązowy medal w zawodach drużynowych. Był to jego jedyny start na tej imprezie.
W kwietniu 2023 roku zakończył karierę.

## Osiągnięcia

### Igrzyska olimpijskie
| Miejsce | Dzień     | Rok  | Miejscowość | Konkurencja      | Czas biegu | Strata | Zwycięzca |
| ------- | --------- | ---- | ----------- | ---------------- | ---------- | ------ | --------- |
| brąz    | 20 lutego | 2022 | Pekin       | Zawody drużynowe | -          | -      | Austria   |

### Mistrzostwa świata
| Miejsce | Dzień     | Rok  | Miejscowość       | Konkurencja       | Czas biegu | Strata | Zwycięzca      |
| ------- | --------- | ---- | ----------------- | ----------------- | ---------- | ------ | -------------- |
| DNF     | 16 lutego | 2021 | Cortina d’Ampezzo | Gigant równoległy | -          | -      | Mathieu Faivre |
| 1.      | 17 lutego | 2021 | Cortina d’Ampezzo | Zawody drużynowe  | -          | -      | -              |
| DNF2    | 19 lutego | 2021 | Cortina d’Ampezzo | Gigant            | 2:05,86    | -      | Mathieu Faivre |

### Mistrzostwa świata juniorów
| Miejsce | Dzień    | Rok  | Miejscowość | Konkurencja | Czas biegu | Strata | Zwycięzca     |
| ------- | -------- | ---- | ----------- | ----------- | ---------- | ------ | ------------- |
| 12.     | 13 marca | 2017 | Åre         | Gigant      | 2:25,23    | +2,46  | Loïc Meillard |
| DNF1    | 14 marca | 2017 | Åre         | Slalom      | 1:37,64    | -      | Adrian Pertl  |

### Puchar Świata

#### Miejsca w klasyfikacji generalnej
| Sezon     | Miejsce |
| --------- | ------- |
| 2018/2019 | 136.    |
| 2019/2020 | 99.     |
| 2020/2021 | 104.    |
| 2021/2022 | 107.    |

#### Miejsca na podium w zawodach
Solheim nigdy nie stanął na podium zawodów PŚ.